# Прямолинейное движение
Прямолинейное движение — механическое движение, происходящее вдоль прямой линии. То есть, при прямолинейном движении материальной точки траектория представляет собой прямую линию.
Вектор скорости {\displaystyle {\vec {v}}} при прямолинейном движении параллелен перемещению {\displaystyle {\vec {s}}}. 
Если при прямолинейном движении {\displaystyle v=\,\,}const, такое движение является равномерным. При непостоянстве величины скорости движение является ускоренным, причём наличествует только тангенциальная компонента ускорения {\displaystyle {\vec {a}}_{\tau }}, тогда как нормальная компонента {\displaystyle {\vec {a}}_{n}} равна нулю.
Работа {\displaystyle A} постоянной силы {\displaystyle {\vec {F}}} при прямолинейном перемещении {\displaystyle {\vec {s}}} вычисляется по формуле скалярного произведения:
{\displaystyle A=F_{s}s=Fs\ \mathrm {cos} (F,s)={\vec {F}}\cdot {\vec {s}}}